# 裸足で散歩
『裸足で散歩』（はだしでさんぽ、Barefoot in the Park）は、1967年のアメリカ合衆国のコメディ映画。ニール・サイモンの同名戯曲の映画化作品。監督はジーン・サックス、主演はロバート・レッドフォードとジェーン・フォンダ。

## ストーリー
自由奔放な若い女性コリー（フォンダ）と保守的で神経質な男性ポール・ブラッター（レッドフォード）は結婚したばかりの夫婦で、グリニッチ・ヴィレッジのアパートの5階の部屋に引っ越してきた。（注：この映画のジョークの1つは、彼らのアパートに行くためには誰もが多くの階段を登らなければならないということである。）コリーは、この雨漏りのしそうな小さな部屋を飾りつけ、2人にとって絵のように美しい部屋に変える。風変わりな隣人たちの1人はビクター・ベラスコ（ボイヤー）で、彼はコリーと友達になり、彼女を口説こうとすることさえある。彼は建物の屋根裏部屋に住んでおり、ブラッター家の窓を通って自分の部屋に行く。彼はまた、コリーの部屋の手入れを手伝い、動かない暖房と配管を直す。
コリーは、ポール、ビクター、そしてコリーの母親のエセル・バンクス（ナトウィック）とのディナーデートを設営し、母親の気持ちをビクターに向けさせようとする。コリーは、母親は一人暮らしなので、孤独であり愛を必要としていると考えている。4人はビクターの部屋で軽く飲んだ後、ビクターがオーナーを知っている、スタテン島にあるアルバニア料理店に連れて行く。そこで4人は酒を飲み、コリーとビクターはベリーダンサーと一緒に踊り、ポールとエセルは戸惑いながら彼らを見守る。その後、コリーとビクターは上機嫌でアパートに戻るが、一方、ポールとエセルは疲れ切っている。ビクターがエセルを送るために外に出ると、コリーとポールはお互いの性格の違いについて口論を始める。コリーは、ある晩一緒に公園で裸足になることを彼が拒否したことを蒸し返し、ポールの慎重さによって自分の冒険心が発揮出来ないと感じている。彼の言い訳は、寒かったからだ、というものだった。コリーはポールをアパートから追い出し、大きな犬を飼ってポールから守って貰うと言う。ポールは、それならやっと一緒に公園を裸足で歩いてくれる人ができるな、と皮肉る。その雪の降る2月の夜、コリーは狭い寝室で、ポールは天窓の穴の下のソファで、眠りにつく。
翌日、ポールは熱を出したが、コリーはそれでも離婚したいと主張する。2人はアパートで気まずい時間を一緒に過ごし、その後、コリーがポールを追い出す。その後、コリーの叔母から電話があり、エセルが家に帰って来ていないと言う。コリーはパニックに陥り、やがて母親はビクターのアパートにいたことを知る。前の晩、ビクターがエセルをニュージャージーの自宅まで送った際、エセルは凍った階段で滑って転倒し、ビクターと隣人たちが彼女をビクターのアパートまで連れ帰り、そこで一夜を過ごしたのだった。しかし奇妙なことに、エセルは下着とビクターの日本風の着物しか身に付けていなかった。ビクターがエセルの服をクリーニングに出していたのだった。
一方、酔ったポールは仕事をさぼってワシントン・スクエア公園で座っていた。母親に言われてコリーはポールを探しに出かけ、酔っ払って裸足で公園を走り回っているポールを見つける。慎重だったポールは今や、はしゃぎ回る酔っ払いになっており、コリーはポールの酔いを覚まさせるために慎重に彼を追いかけ始める。そしてポールは、あそこは自分のアパートであり、そこに帰ると言う。コリーも後を追う。アパートに戻ると、ポールはまだ酔っていて、アパートの屋上に登ってしまう。彼が落ちてしまうのではないかと心配したコリーは、天窓に開いた穴を通して彼に話しかけながら、降りてくるように頼む。彼は、彼女が彼が言うことをそのまま繰り返して言ったら降りると言う。数日前にコリーが、ポールは酔っている時でさえ慎重で現実的であると文句を言ったことから、ポールは、自分が酔っぱらいであることを彼女に認めて欲しいと思っている。一方、ポールは自分がどこにいるのかに気づき、怖くなり、建物から落ちそうになる。コリーはポールに、心を落ち着かせるために、ビクターが連れて行ってくれたレストランで聞いたアルバニア民謡を歌って欲しいと頼む。彼が歌っている間、コリーは彼を助けようと屋根に登る。エセルとビクターを含む多くの野次馬が通りに集まり始める。コリーがポールのいるところまで行くと、2人はキスをし、群衆が歓声を上げる中、屋根から降りて行く。

## キャスト
| 役名               | 俳優                       | 日本語吹替                          | 日本語吹替                     | 日本語吹替                                                                     |
| 役名               | 俳優                       | 東京12ch版                          | テレビ朝日版                   | VOD版                                                                          |
| ------------------ | -------------------------- | ----------------------------------- | ------------------------------ | ------------------------------------------------------------------------------ |
| ポール・ブラッター | ロバート・レッドフォード   | 野沢那智                            | 野沢那智                       | 三上哲                                                                         |
| コリー・ブラッター | ジェーン・フォンダ         | 平井道子                            | 小原乃梨子                     | 鷄冠井美智子                                                                   |
| ビクター・ベラスコ | シャルル・ボワイエ         | 和田文夫                            | 中村正                         | 金尾哲夫                                                                       |
| エセル・バンクス   | ミルドレッド・ナトウィック | 麻生美代子                          | 佐々木すみ江                   | 久保田民絵                                                                     |
| ハリー・ペッパー   | ハーバート・エデルマン     | 雨森雅司                            | 富田耕生                       |                                                                                |
| フランク           | テッド・ハートリー         |                                     | 阪脩                           |                                                                                |
| ハリエット         | メイベル・アルバートソン   | 中島喜美栄                          | 鈴木れい子                     |                                                                                |
| 配達員             | ジェームズ・F・ストーン    | 肝付兼太                            | 槐柳二                         |                                                                                |
| レストラン経営者   | フリッツ・フェルド         | 矢田稔                              |                                |                                                                                |
| その他             |                            | 嶋俊介 松村彦次郎 井上弦太郎 谷口節 | 峰恵研 峰あつ子 千葉繁         | 伊沢磨紀 宮崎敦吉 岡田恵 各務立基 宮沢きよこ 粟野志門 堀越富三郎 山岸治雄 魚建 |
|                    |                            |                                     |                                |                                                                                |
| 演出               | 演出                       | 佐藤敏夫                            | 佐藤敏夫                       | 三好慶一郎                                                                     |
| 翻訳               | 翻訳                       | 九鮎子                              | 木原たけし                     | 馬場亮                                                                         |
| 調整               | 調整                       | 今関幸一                            | 平野富夫                       |                                                                                |
| 選曲               | 選曲                       | 重秀彦                              |                                |                                                                                |
| 効果               | 効果                       | TFCグループ                         | 東上別符精 TFCグループ         |                                                                                |
| 制作               | 制作                       | 東北新社                            | 東北新社                       | 東北新社                                                                       |
| 解説               | 解説                       | 芥川也寸志                          | 淀川長治                       |                                                                                |
| 初回放送           | 初回放送                   | 1973年3月22日 『木曜洋画劇場』      | 1979年9月16日 『日曜洋画劇場』 |                                                                                |

## スタッフ
- 監督：ジーン・サックス
- 製作：ハル・B・ウォリス
- 原作・脚本：ニール・サイモン
- 撮影：ジョセフ・ラシェル
- 衣装デザイン：イーディス・ヘッド
- 編集：ウィリアム・A・ライオン
- 音楽：ニール・ヘフティ